# Storkranken
Storkranken är en sjö i Norrköpings kommun i Östergötland och ingår i Kilaåns huvudavrinningsområde. Storkranken ligger i Krankensjöarnas sumpskogar Natura 2000-område. Sjöns area är 0,024 kvadratkilometer och den befinner sig 86 meter över havet.